# Лесные финны
Лесны́е фи́нны (фин. metsäsuomalaiset, норв. skogfinner, швед. skogsfinnar) — группы финнов, в XVI—XX веках занимавшихся подсечно-огневым земледелием в лесах севера Фенноскандии. В основном происходили из провинции Саво. Своё название получили от шведских и норвежских фермеров. В XVII веке составляли значительный процент переселенцев в шведскую колонию Новая Швеция в районе современного штата Дэлавер, где со временем ассимилировались и вошли в состав американской нации. 
Освоение тайги лесными финнами, в ходе которого происходило оттеснение саамского населения на крайний север Фенноскандии, продолжалось до середины XIX века, когда шведское правительство запретило подсечно-огневое земледелие. К середине XX века в основном перешли на шведский и норвежский языки.